# Протозоология
Протозоология — раздел зоологии, изучающий простейших (амёба, инфузории и другие).
Медицинская и ветеринарная протозоология изучают протозойные болезни, вызываемые некоторыми простейшими (плазмодии, трипаносомы, лейшмании и другие паразиты).

## Общества
- Общество протозоологов при РАН (ОПР, Россия) сформировано в 1992 г. Президент д.б.н. Сергей Орестович Скарлато, офис в Институте цитологии РАН, Санкт-Петербург. Ранее существовало Всесоюзное общество протозоологов. ВОПР создано при АН СССР в 1968 году, президентом был избран профессор член-корр. РАН Юрий Иванович Полянский (1968—1993). С 1993 по 1998 г. этот пост занимал д.б.н., профессор Игорь Борисович Райков (1993—1998). Ранее в Москве действовало Русское протистологическое общество (1921—1930-е гг.).[1][2]
- Международное общество протистологов — International Society of Protistologists
- Белорусское общество протозоологов
- British Society for Protist Biology (ранее как British Section of the Society of Protozoologists British, BSSP, Великобритания)
- Czech Section (Czech Society for Parasitology, осн.1964, Прага)
- Deutsche Gesellschaft für Protozoologie e.V., DGP (German Society of Protozoologists, Германия)
- Groupement des Protistologues de Langue Francaise (Франция)
- Israel Society for Parasitology, Protozoology and Tropical Diseases (Израиль)
- Società Italiana di Protozoologia (Италия)
- Международная комиссия по протозоологии

## Конгрессы
Международные конгрессы созываются с 1961 года.
- 1-й Международный протозоологический конгресс, 1961 год, Чехословакия, (Прага)
- 2-й Международный протозоологический конгресс, 1965 год, Великобритания, (Лондон)
- 3-й Международный протозоологический конгресс, 1969 год, СССР (Ленинград)[2]
- 4-й Международный протозоологический конгресс, 1973 год, Франция (Клермон-Ферран)
- Первый Всесоюзный съезд протозоологов проходил, 1971, Баку
- 3-й съезд Всесоюзного общества протозоологов, Вильнюс, 1982
- IV съезд Всесоюзного общества протозоологов, Ленинград, 9—14 февраля 1987
- 5-й съезд Всесоюзного общества протозоологов, Витебск, 7—10 сентября 1992
- V Европейский конгресс по протистологии (V European congress of protistology), 23—27 июля 2007, Санкт-Петербург

## Институты
- Секция протозоологии, созд.1996 (две лаборатории в Институте зоологии Болгарской АН)

## Лаборатории
- Лаборатория протозоологии Зоологического института РАН, Санкт-Петербург.
- Лаборатория цитологии одноклеточных организмов (ЛЦОО) Института цитологии РАН, Санкт-Петербург. Основана в 1957 членом-корр. РАН Ю. И. Полянским (заведующий 1957—1988 гг.). Далее ею заведовали: профессор И. Б. Райков (1988—1998), д.б.н. С. О. Скарлато (с 1998).
- Группа протозоологии Института биологии внутренних вод им. И. Д. Папанина РАН, Ярославская обл., пос. Борок. Ранее входила в состав лаборатории биологии низших организмов (заведующий — д.б.н., профессор М. М. Камшилов), ныне — в составе лаборатории микробиологии. Руководитель группы — д.б.н. А. П. Мыльников.

## Журналы
- Протозоология (в 1976—1993 под эгидой ВОПР вышло 14 тематических сборников)
- Паразитологический сборник Зоологического института РАН
- Acta Protozoologica (International Journal on Protistology, Польша, с 1963).
- Аrchiv für Protistenkunde (Jena, с 1902)
- European Journal of Protistology (с 1964)
- Journal of Eukaryotic Microbiology (с 1954)
- Protistology (Россия, с 1992)[2]